# たてやま温泉郷
たてやま温泉郷（たてやまおんせんきょう）は、千葉県館山市にある温泉郷。石塚温泉・吉祥龍神の湯温泉・古原屋の湯温泉・サンランド温泉・しおさい温泉・館山湯元温泉・不老山薬師温泉・南館山温泉の総称。洲の埼温泉・たてやま平砂浦温泉・館山塩見温泉・鏡ケ浦温泉・人魚の湯を含むこともある。海岸沿いは南房総国定公園に指定されている。

## 泉質
無色無臭の温泉は気泡が肌にまとわり、つるつるとした肌ざわりが特徴。
以下、日本温泉協会認定の温泉別泉質。
| 石塚温泉         | 炭酸水素塩泉 |
| 吉祥龍神の湯温泉 | 炭酸水素塩泉 |
| 古原屋の湯温泉   | 炭酸水素塩泉 |
| しおさい温泉     | 炭酸水素塩泉 |
| 不老山薬師温泉   | 炭酸水素塩泉 |
| 南館山温泉       | 炭酸水素塩泉 |
| サンランド温泉   | 塩化物泉     |
| 館山湯元温泉     | 塩化物泉     |

不老山薬師温泉は安房自然村（ちば眺望100景）に源泉がある。

## 温泉街

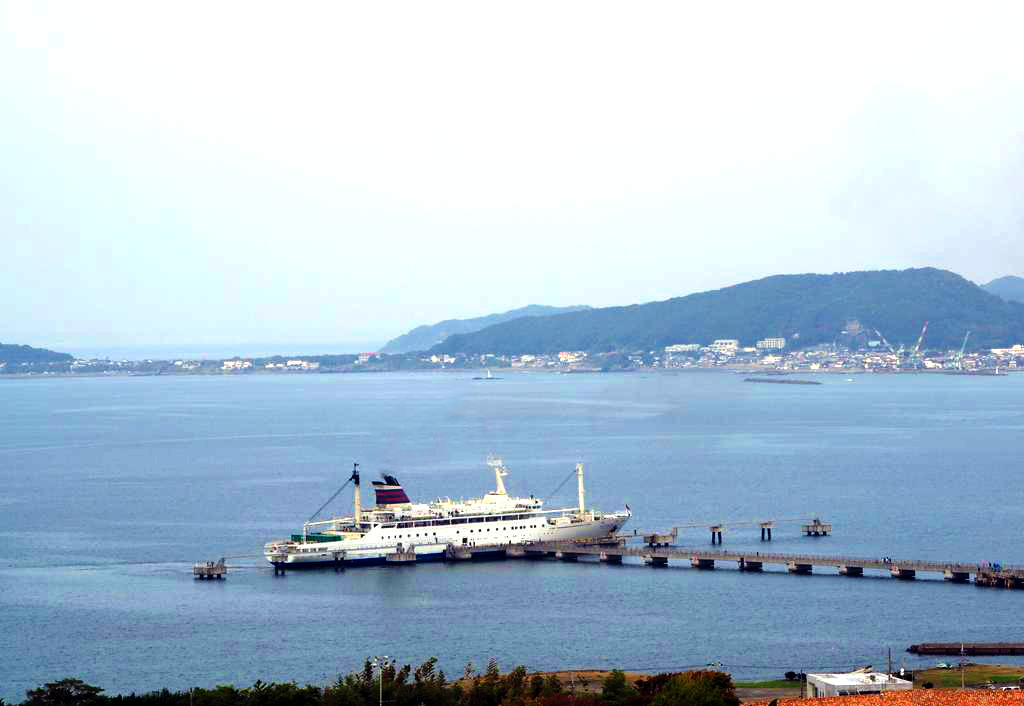
館山湾岸に位置する館山港

房総半島および関東地方（伊豆諸島・小笠原諸島を除く）の南端、館山湾に面している。館山湾は別名「鏡ヶ浦」とも呼ばれ、日本百景を始め、日本の夕陽百選、関東の富士見百景、東京湾100選、房総の魅力500選、恋人の聖地などに選定され、南房総国定公園の美しい景勝地として静穏な海域と年間を通して温暖な太平洋側気候に恵まれた温泉地となっている。
周辺は海水浴場や別荘地、レジャー施設、マリンリゾートが多く並び、観光地・避暑地となっている。また、気候が温暖なことから花卉栽培も盛んで花畑が多い。
館山湾沿いに複数の宿泊施設が存在し、特にリゾートホテルが中心である。
源泉名や宿泊施設での呼称によって温泉名称が異なり、各温泉地は以下の特徴がある。
- 石塚温泉
  - 館山湾に面した温泉地。風光明媚な環境にある。日帰り入浴可。
- 吉祥龍神の湯温泉
  - 相浜海水浴場の南峰に位置する温泉地。近傍が漁港や海水浴場になっており、水と緑の豊かな環境になっている。
- 古原屋の湯温泉
  - 石塚温泉の近くに位置する温泉地。館山湾を望む眺望の良い環境にある。沖ノ島、西岬海水浴場付近。ビジネスや長期滞在可。
- サンランド温泉
  - ゴルフ場「館山カントリークラブ」の西方、平砂浦沿いに位置する温泉地。海の眺望が良く、夏は海水浴客に人気。
- しおさい温泉
  - 館山市の北方、船形漁港に臨む温泉地。近くには那古・西浜海水浴場がある。
- 館山湯元温泉
  - JR東日本館山駅の北方約2キロに位置する温泉地。海辺沿いの宿では、館山湾でとれる魚を味わうことが出来る。
- 不老山薬師温泉
  - 国道410号（房総フラワーライン）沿いに位置する温泉地。近くには根本海水浴場がある。
- 南館山温泉
  - 館山市街から車で約10分、平砂浦海岸に面した小高い丘の上に位置する温泉地。南房総観光の拠点に好適。

たてやま温泉郷内にて複数の温泉が利用できる「湯のまちめぐり手形」も用意されている。

## 歴史
江戸時代を代表する小説『南総里見八犬伝』（滝沢馬琴著）のモデル、里見氏ゆかりの地として知られ、館山城下に市街地が広がる。
第二次世界大戦後、1950年代中期（昭和30年代）に入ると高度経済成長を背景に温泉掘削が増え始め、1954年（昭和29年）には当時の千倉町、白浜町、館山市など、主に南房総地域で温泉掘削が許可された。温泉地としての歴史はまだ新しく、近年になって宿が温泉を掘りあてたのが始まりとされている。
2005年（平成17年）に館山温泉組合によって開湯宣言が出され、温泉地としてのスタートを切った。東京都心および首都圏各方面からのアクセスの良さと、冬場でもほとんど雪の降らない温暖な気候が人気で、穴場の温泉地としてひそかに注目を集め、温泉郷が広がるようになった。

## 交通

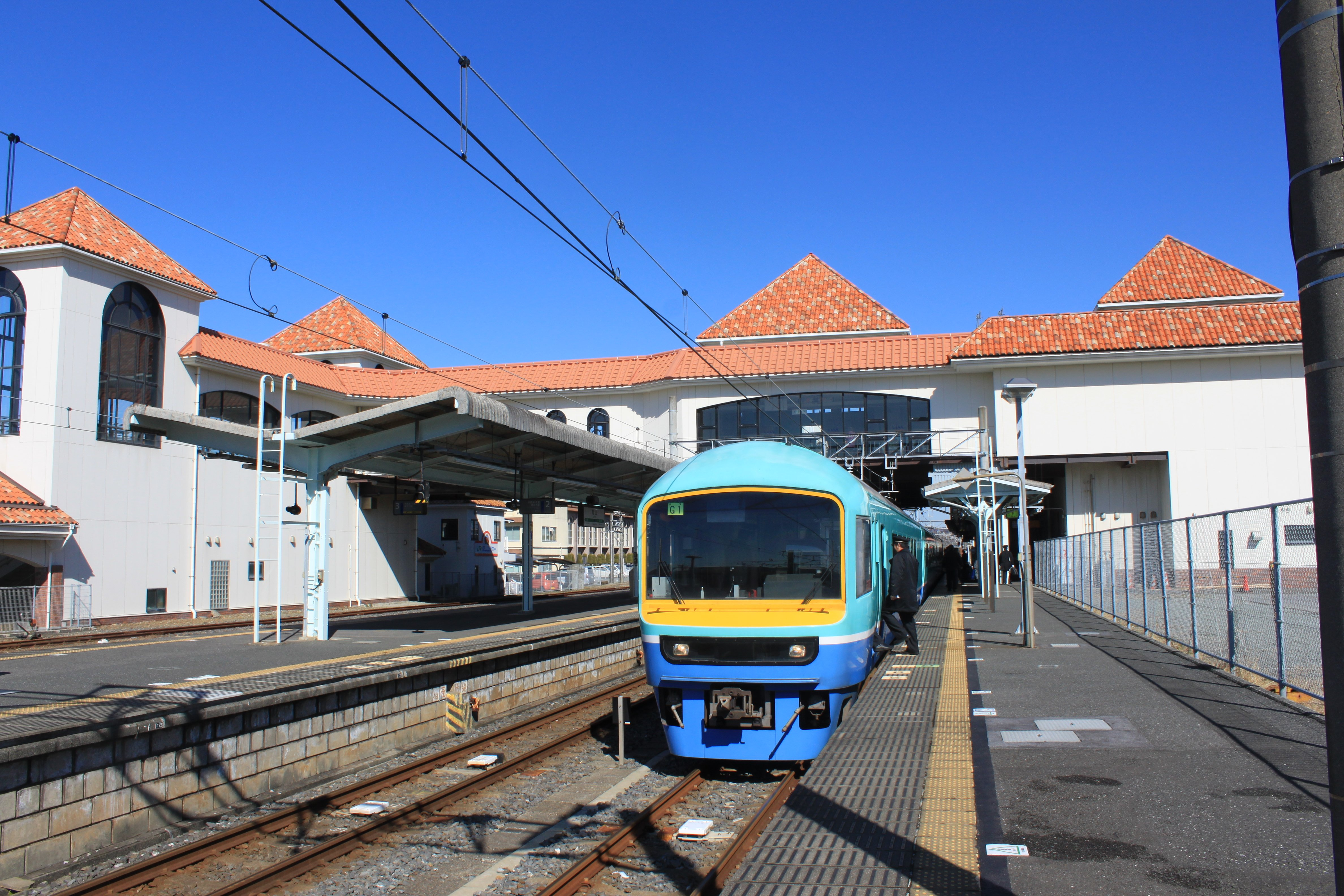
JR東日本「館山駅」

施設などによって最寄りは異なるが、JR東日本「館山駅」が主な拠点となる。

### 公共交通機関

#### 鉄道
JR東日本内房線 : 那古船形駅 - 館山駅

#### 高速バス
- 房総なのはな号（日東交通・JRバス関東） - 白浜・館山 ⇔ 東京駅（東京湾アクアライン経由）
- 新宿なのはな号（日東交通・JRバス関東） - 館山 ⇔ バスタ新宿（新宿駅）（東京湾アクアライン経由）
- 南総里見号（館山日東バス・日東交通・ちばシティバス） - 白浜・館山 ⇔ 木更津羽鳥野バスストップ ⇔ 千葉駅 - 千葉みなと駅 - 木更津羽鳥野バスストップで東京方面、羽田空港方面の高速バスへ乗継可能。
- 羽田空港・横浜方面（日東交通・京浜急行バス） - 館山 ⇔ 羽田空港 - 横浜駅（東京湾アクアライン経由）

### 自動車
- 高速道路
  - 東京湾アクアライン･館山自動車道「富浦インターチェンジ」
- 一般道路
  - 国道410号
  - 房総フラワーライン
- 駐車場
  - 海水浴場周辺や各施設ごとに駐車場有

## 周辺情報

### 名所・旧跡
- 館山城
- 補陀洛山千手院那古寺 - 坂東三十三観音霊場第33番（結願）の寺。
- 普門院船形山大福寺 - 「崖観音（崖の観音）」の別名で知られている。
- 曼茶羅山金胎寺遍智院（小塚大師）
- 不老山能忍寺
- 鶴谷八幡宮 - 安房国総社。南房総の神社から神輿が集う安房国司祭（八幡の祭、通称「やわたんまち」）で有名。
- 手力雄神社 - 安房国司祭に参加。
- 安房神社
- 洲崎神社
- 洲宮神社
- 洲埼灯台
- 南房パラダイス
- 館山市立博物館
- 館山海軍航空隊 赤山地下壕跡 - 市指定史跡
- 沖ノ島

### 祭事・催事
- 茂名の里芋祭 - 国の重要無形民俗文化財に2005年2月21日指定。
- 洲崎のミノコオドリ - 千葉県の無形民俗文化財に1961年6月9日指定。
- 春の花摘みex.ポピー（11月 - 5月）
- 若潮マラソン（1月） - 日本陸連公認コース
- イチゴ狩り（1月 - 5月）
- 那古観音祭礼（7月17・18日）
- ヘリコプターフェスティバルin館山（7月） - 海上自衛隊館山航空基地で行われる交流会
- たてやま海まちフェスタ（7月）
- 海水浴シーズン（7月 - 8月） - 毎年約200万人が海水浴に訪れる。
- 館山湾花火大会（8月） - 下記のフラメンコと同時進行で行われ、例年1万発が打ち上げられる。
- 全国大学フラメンコ・フェスティバル（8月）
- 那古寺四万六千日（8月）
- 安房やわたんまち（9月） - 千葉県の無形民俗文化財に2004年3月30日指定。
- 南総里見まつり（館山城祭り）（10月）